# Interstate 19
Interstate 19 – amerykańska autostrada międzystanowa, która paradoksalnie nie jest drogą międzystanową. Zaczyna się Tucson i przebiega aż do amerykańsko-meksykańskiej granicy w Nogales. Naturalne jej przedłużenie droga krajowa 15 w Meksyku. Długość I-19 to 101,95 kilometrów (63,35 mili). Budowa zaczęła się w 1972 roku.

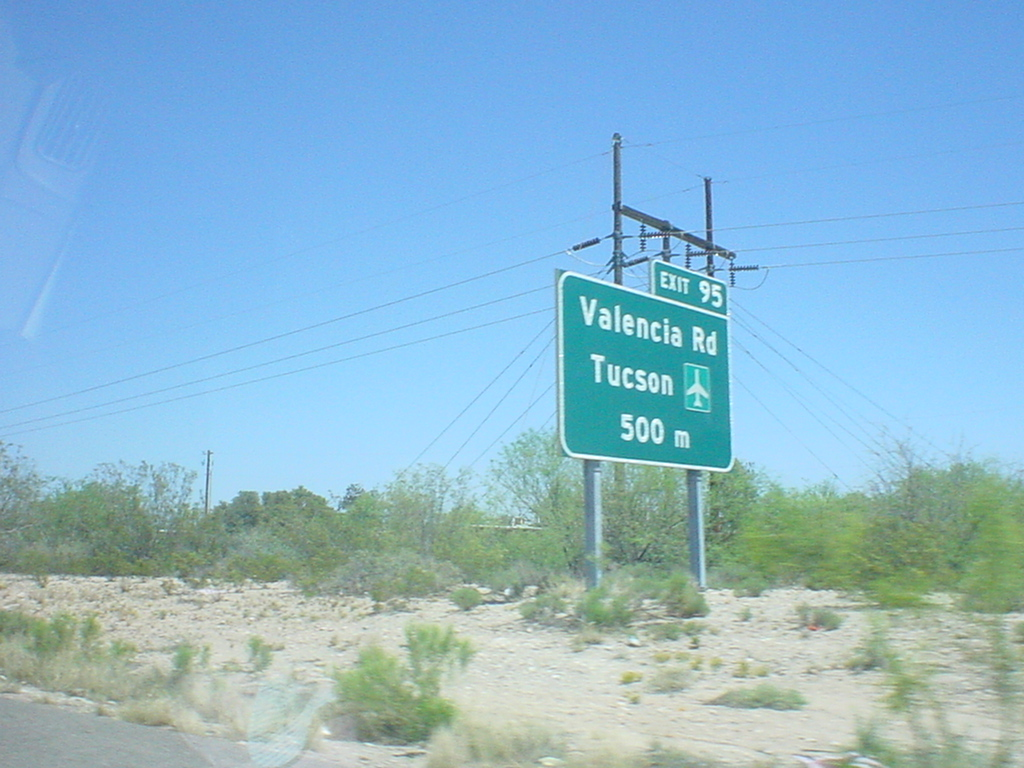
Drogowskaz (metryczny)